# Глухари (Смоленская область)
 Глухари́— деревня в Смоленской области России, в Ершичском районе. Расположена в южной части области в 15 км к юго-востоку от Ершичей, у границы с Брянской областью, на правом берегу реки Вороница. 
Население — 3 жителя (2007 год). Входит в состав Сукромлянского сельского поселения. Население — 0 жителей (2015 год).

## Достопримечательности
- Памятники археологии: стоянка эпохи неолита IV—III века до н.э. южнее деревни; 43 кургана шаровидной формы юго-западнее деревни (в курганах захоронены люди племени радимичей XI—начала XIII века).